# Station Świder
Station Świder is een spoorwegstation in de Poolse plaats Świder.